# Murta de Brabant
La murta de Brabant o Myrica gale és un arbust del gènere de Myrica. És l'única espècie de la família dels Myricaceae present a Europa. El nom del gènere prové del grec: μυρικη (myrike), que significa «fragància», un aspecte dels seus fruits que són molt aromàtiques. A l'edat mitjana, abans la generalització del llúpol, era molt important per a la fabricació de cervesa.

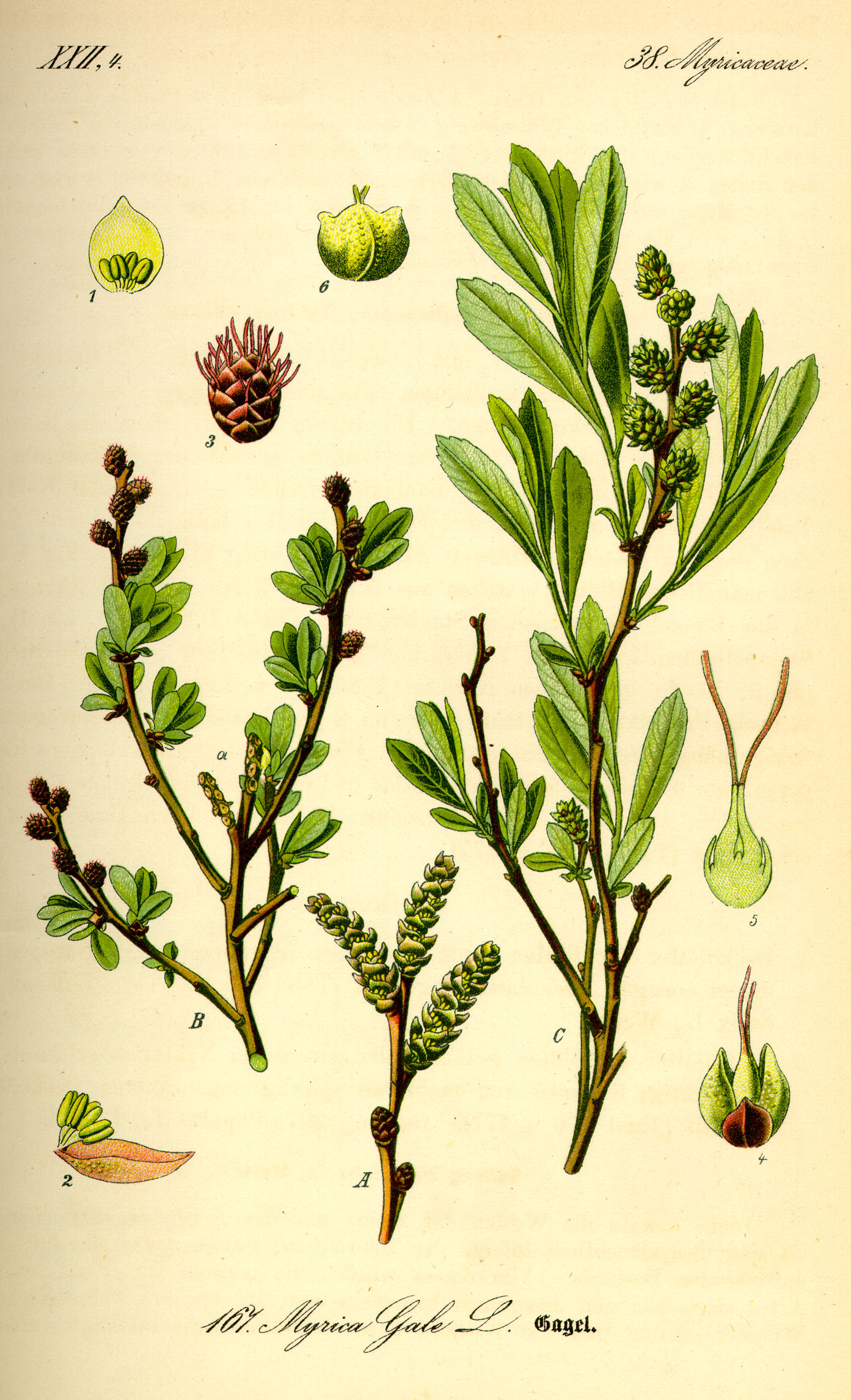
Plantes i flors masculins i femenins

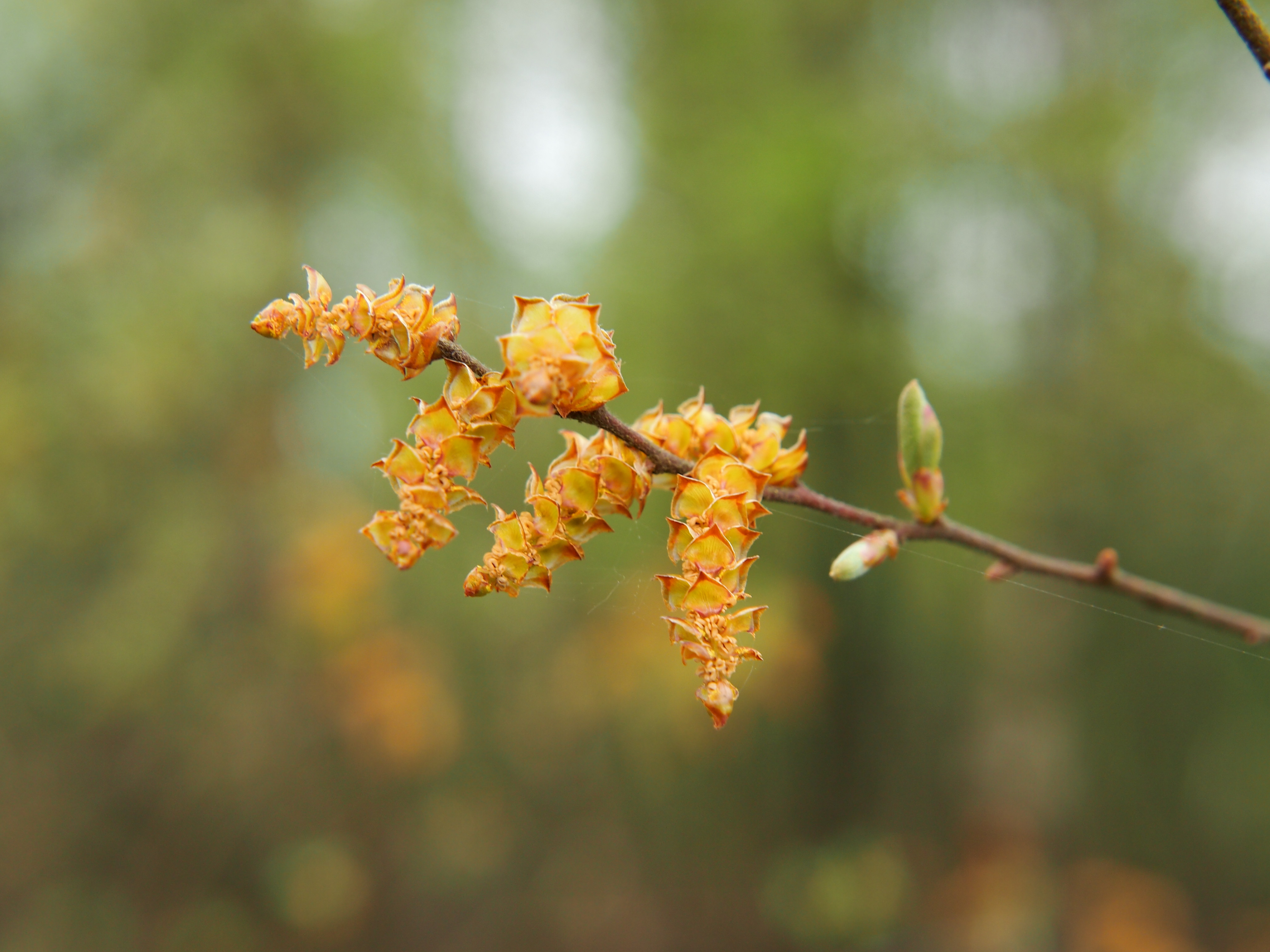
Flor masculina

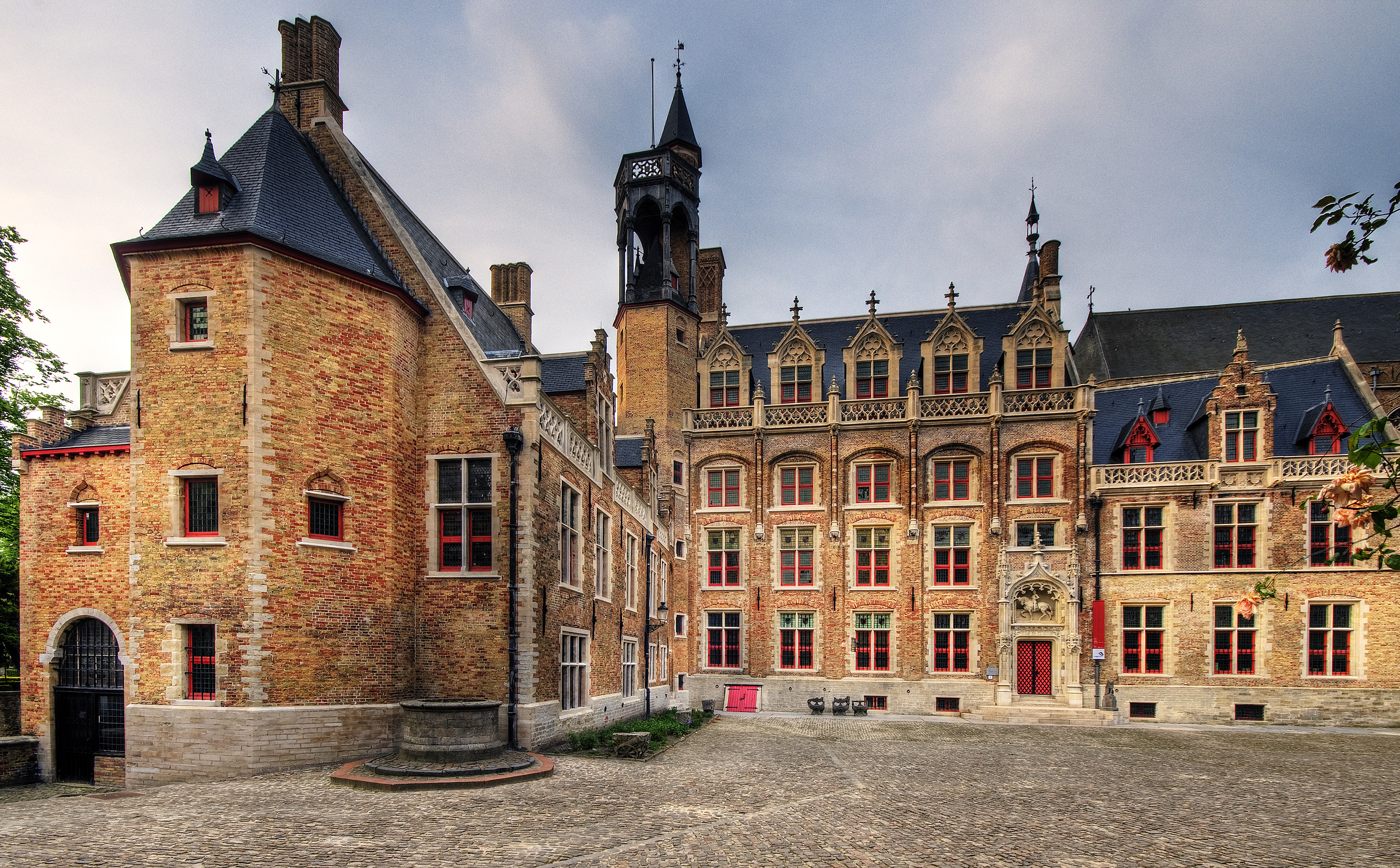
Museu de Gruuthuse a Bruges

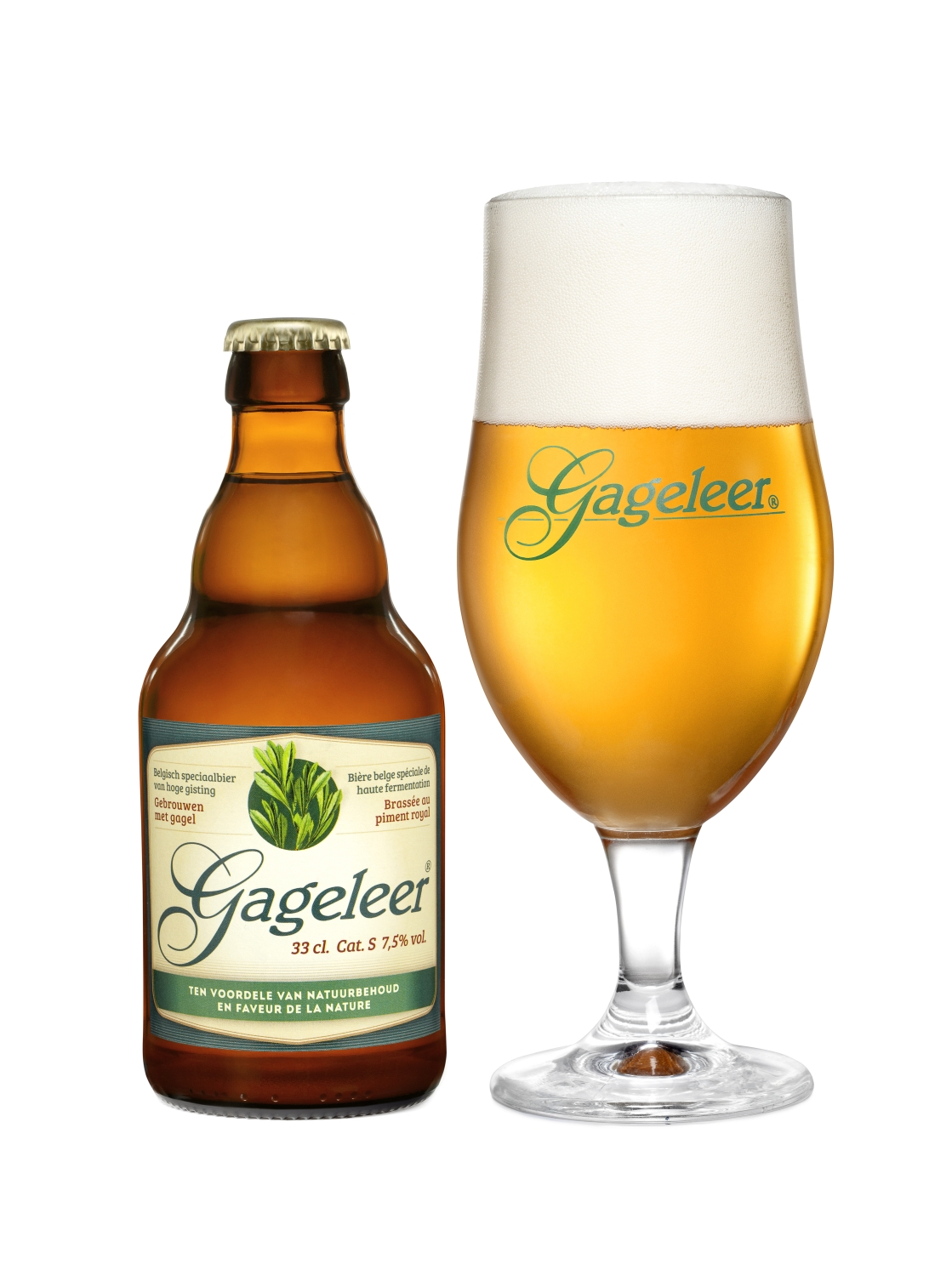
Cervesa belga moderna a la murta de Brabant

## Descripció
És un arbust que pot atènyer una alçada fins a 2 m amb aspecte de vimetera o salze petit, d'escorça|crosta de to
negrós o marró fosc, generalment dioic. Pot canviar de sexe d'un any a l'altre. Les branques són negroses amb disperses glàndules minúscules de color clar. Fulles alterns de 2 a 7 x 0,6 a 2 cm, caduques, més clars al revés, vers la fi de l'estiu obtenen un aspecte cuirós. Els aments tenen forma d'espiga, els masculins són de 15 a 25 mm, oblongs, simples i precoços; flors amb quatre estams, més curts que la bràctea de color castany clar; els aments femenins de 3 a 5 mm, ovoides i precoços; flors verdoses, embolicades per dues bractèoles.
Floreix a la primavera, abans l'aparició de les fulles. És anemòfil. Les drupes de color fosc amb sengles llavors tenen tres punts, són madures al setembre. Es multiplica per la dispersió de llavors o de manera vegetal per estolons.
Les erugues de les papallones Ematurga atomaria, Acronicta euphorbiae i Diacrisia sannio depenen de la Myrica gale per alimentar-se.

## Distribució
És una planta típica de les landes humids i les vores dels aiguamolls de les planes atlàntiques. A la península Ibèrica és força rara, com que li cal molta humiditat. El terme de Rabanera del Pinar (Castella i Lleó) té un dels enclavaments més meridionals d'Europa de la murta de Brabant, i hi ha estat catalogat com a «espècie d'interès especial».
És una planta amenaçada. L'eutrofització, l'assecament dels aiguamolls o la reforestació de la landa, que li causa massa ombra destrueixen el seu hàbitat. Quasi no se'n troba fora de reserves naturals

## Ús
Abans de l'ús generalitat del llúpol, s'utilitzava en la fabricació de cervesa des de més de tres mil anys. Hildegarda de Bingen ja menciona l'espècia als seus escrits el 1179. Recentment, es torna a crear noves cerveses artesanals que reprenen aquesta tradició. En neerlandès la planta es diu gruit (antigament gruut). A la Bruges medieval, els senyors de Gruuthuse (= casa del murta) van poder construir un imperi comercial quan l'any 1200 el comte Balduí I de Flandes li va atorgar el monopoli del negoci del gruut. El seu palau urbà, avui transformat en museu d'història i d'arts aplicades, a la riba d'un canal és un testimoni d'aquesta riquesa i de la importància del comerç de la murta de Brabant, així com la sobrevivença de l'ofici de cerveser en cognoms neerlandesos i (baix) alemanys «Gruter, De Gruyter, Greuter, Grüter».
Els seus olis essencials s'utilitzen sobretot a Dinamarca per fabricar un licor popular porsesnaps (porse és el nom danès de la planta, i snaps = licor), o en la fabricació de perfums. La planta s'utilitzava també en l'adoberia, com a repulsiu d'insectes i els capolls en la tintura de tèxtil per obtenir el color grog.